# Baluba retrorsa
Baluba retrorsa är en insektsart som beskrevs av Nielson 1979. Baluba retrorsa ingår i släktet Baluba och familjen dvärgstritar. Inga underarter finns listade i Catalogue of Life.